# Segona divisió espanyola de futbol 1967-1968
Resum de l'activitat de la temporada 1967-1968 de la Segona divisió espanyola de futbol.

## Grup Nord

### Clubs participants
| Club                      | Ciutat      | Estadi              |
| ------------------------- | ----------- | ------------------- |
| CD Badajoz                | Badajoz     | El Vivero           |
| CF Badalona               | Badalona    | Avinguda de Navarra |
| Burgos CF                 | Burgos      | El Plantío          |
| RC Celta Vigo             | Vigo        | Balaídos            |
| RC Deportivo La Coruña    | La Corunya  | Riazor              |
| CE Europa                 | Barcelona   | Sardenya            |
| Club Ferrol               | Ferrol      | Manuel Rivera       |
| Real Gijón                | Gijón       | El Molinón          |
| Gimnástica de Torrelavega | Torrelavega | El Malecón          |
| UP Langreo                | Langreo     | Ganzábal            |
| UE Lleida                 | Lleida      | Camp d'Esports      |
| CA Osasuna                | Pamplona    | El Sadar            |
| Real Oviedo               | Oviedo      | Carlos Tartiere     |
| Rayo Vallecano            | Madrid      | Vallecas            |
| Real Santander            | Santander   | El Sardinero        |
| Reial Valladolid          | Valladolid  | José Zorrilla       |

### Classificació
| Pos | Equip                      | PJ | PG | PE | PP | GF | GC | DG  | Pts | Promoció, classificació o descens |
| --- | -------------------------- | -- | -- | -- | -- | -- | -- | --- | --- | --------------------------------- |
| 1   | Deportivo de La Coruña (P) | 30 | 18 | 7  | 5  | 53 | 29 | +24 | 43  | Ascens a Primera Divisió          |
| 2   | Reial Valladolid           | 30 | 17 | 7  | 6  | 48 | 27 | +21 | 41  | Promoció d'ascens                 |
| 3   | Celta Vigo                 | 30 | 15 | 6  | 9  | 57 | 33 | +24 | 36  |                                   |
| 4   | Rayo Vallecano             | 30 | 15 | 6  | 9  | 44 | 39 | +5  | 36  |                                   |
| 5   | Real Gijón                 | 30 | 13 | 8  | 9  | 47 | 38 | +9  | 34  |                                   |
| 6   | Real Oviedo                | 30 | 12 | 8  | 10 | 43 | 29 | +14 | 32  |                                   |
| 7   | Ferrol (O)                 | 30 | 13 | 6  | 11 | 42 | 37 | +5  | 32  | Promoció de descens               |
| 8   | Burgos (O)                 | 30 | 11 | 10 | 9  | 34 | 35 | −1  | 32  | Promoció de descens               |
| 9   | CF Badalona (R)            | 30 | 12 | 6  | 12 | 44 | 30 | +14 | 30  | Descens a Tercera Divisió         |
| 10  | Langreo (R)                | 30 | 12 | 4  | 14 | 32 | 37 | −5  | 28  | Descens a Tercera Divisió         |
| 11  | Real Santander (R)         | 30 | 11 | 5  | 14 | 39 | 38 | +1  | 27  | Descens a Tercera Divisió         |
| 12  | UE Lleida (R)              | 30 | 8  | 8  | 14 | 25 | 51 | −26 | 24  | Descens a Tercera Divisió         |
| 13  | Badajoz (R)                | 30 | 10 | 2  | 18 | 31 | 52 | −21 | 22  | Descens a Tercera Divisió         |
| 14  | CE Europa (R)              | 30 | 8  | 5  | 17 | 32 | 56 | −24 | 21  | Descens a Tercera Divisió         |
| 15  | CA Osasuna (R)             | 30 | 7  | 7  | 16 | 31 | 48 | −17 | 21  | Descens a Tercera Divisió         |
| 16  | Gimnástica Torrelavega (R) | 30 | 7  | 7  | 16 | 25 | 48 | −23 | 21  | Descens a Tercera Divisió         |

### Resultats
| Casa \ Fora       | BDJ | BDL | BUR | CEL | DEP | EUR | FER | GIJ | GIM | LAN | LÉR | OSA | OVI | RAY | SAT | VLD |
| ----------------- | --- | --- | --- | --- | --- | --- | --- | --- | --- | --- | --- | --- | --- | --- | --- | --- |
| Badajoz           | —   | 1–0 | 4–2 | 0–0 | 0–1 | 2–1 | 2–1 | 3–0 | 1–0 | 2–1 | 0–2 | 0–1 | 2–0 | 0–2 | 2–1 | 2–1 |
| CF Badalona       | 2–1 | —   | 2–0 | 1–0 | 2–3 | 1–1 | 4–0 | 3–0 | 2–0 | 0–1 | 3–0 | 4–0 | 0–0 | 5–2 | 2–0 | 1–1 |
| Burgos            | 1–0 | 3–1 | —   | 1–0 | 1–4 | 0–0 | 2–0 | 2–0 | 2–0 | 2–0 | 3–1 | 3–1 | 2–3 | 1–1 | 1–0 | 2–2 |
| Celta de Vigo     | 2–1 | 1–0 | 0–0 | —   | 3–2 | 7–2 | 3–1 | 4–2 | 5–0 | 1–0 | 6–0 | 2–0 | 1–1 | 1–0 | 6–1 | 1–2 |
| Deportivo         | 2–1 | 2–2 | 1–1 | 1–0 | —   | 6–1 | 1–3 | 3–1 | 3–1 | 3–2 | 3–1 | 1–0 | 2–1 | 0–1 | 1–1 | 2–0 |
| CE Europa         | 4–0 | 0–2 | 0–0 | 2–1 | 1–0 | —   | 2–0 | 1–2 | 3–0 | 2–1 | 0–1 | 3–0 | 2–4 | 0–0 | 2–1 | 0–2 |
| Ferrol            | 3–0 | 1–0 | 3–0 | 2–2 | 1–1 | 3–0 | —   | 2–0 | 2–2 | 3–1 | 1–0 | 3–1 | 3–1 | 0–1 | 2–1 | 2–1 |
| Gijón             | 8–2 | 1–0 | 1–1 | 2–1 | 1–0 | 1–0 | 2–2 | —   | 3–1 | 0–0 | 6–0 | 3–0 | 1–0 | 3–0 | 1–1 | 3–2 |
| Gimn. Torrelavega | 3–2 | 2–1 | 0–0 | 3–2 | 1–1 | 2–1 | 0–1 | 1–2 | —   | 2–2 | 2–1 | 0–0 | 0–3 | 2–0 | 1–0 | 0–1 |
| Langreo           | 2–0 | 1–4 | 0–0 | 0–1 | 0–1 | 1–0 | 3–2 | 2–1 | 2–1 | —   | 1–0 | 0–1 | 1–0 | 1–2 | 2–0 | 2–2 |
| UE Lleida         | 2–2 | 1–1 | 1–1 | 1–1 | 0–2 | 2–0 | 2–0 | 0–0 | 0–0 | 2–1 | —   | 2–1 | 1–1 | 1–1 | 0–1 | 3–1 |
| CA Osasuna        | 3–0 | 3–0 | 0–2 | 0–1 | 2–3 | 1–1 | 1–1 | 1–1 | 1–0 | 0–1 | 5–0 | —   | 0–0 | 1–1 | 2–2 | 2–1 |
| Real Oviedo       | 2–0 | 2–0 | 4–0 | 1–1 | 0–1 | 5–0 | 2–0 | 1–1 | 0–0 | 0–2 | 2–0 | 1–0 | —   | 4–0 | 2–0 | 0–2 |
| Rayo Vallecano    | 2–1 | 1–0 | 2–1 | 1–2 | 0–2 | 3–1 | 1–0 | 1–1 | 4–0 | 3–1 | 2–0 | 5–1 | 3–1 | —   | 3–1 | 2–2 |
| Santander         | 1–0 | 1–1 | 2–0 | 3–2 | 0–0 | 6–1 | 1–0 | 3–0 | 1–0 | 0–1 | 0–1 | 3–2 | 3–1 | 5–0 | —   | 0–1 |
| Reial Valladolid  | 2–0 | 1–0 | 2–0 | 3–0 | 1–1 | 2–1 | 0–0 | 1–0 | 2–1 | 2–0 | 4–0 | 4–1 | 1–1 | 1–0 | 1–0 | —   |

| Golejador           | Gols | Equip          |
| ------------------- | ---- | -------------- |
| Abel Fernández      | 17   | Celta Vigo     |
| Cesáreo Rivera      | 17   | Celta Vigo     |
| Germán Muiños       | 16   | Ferrol         |
| Toni Grande         | 14   | Rayo Vallecano |
| José María Ilundain | 13   | CF Badalona    |

| Porter               | Gols | Partits | Mitjana | Equip            |
| -------------------- | ---- | ------- | ------- | ---------------- |
| Jesús Aguilar        | 26   | 29      | 0.9     | Reial Valladolid |
| José Manuel Nieves   | 23   | 22      | 1.05    | Langreo          |
| Carlos García        | 28   | 25      | 1.12    | Real Gijón       |
| Juan Zumalabe        | 28   | 25      | 1.12    | Ferrol           |
| José Ramón Ibarreche | 26   | 23      | 1.13    | Celta Vigo       |

## Grup Sud

### Clubs participants
| Club                 | Ciutat                 | Estadi                    |
| -------------------- | ---------------------- | ------------------------- |
| CE Alcoià            | Alcoi                  | El Collao                 |
| Cadis CF             | Cadis                  | Ramón de Carranza         |
| CF Calvo Sotelo      | Puertollano            | Calvo Sotelo              |
| CE Castelló          | Castelló de la Plana   | Castàlia                  |
| Atlético Ceuta       | Ceuta                  | Alfonso Murube            |
| CE Constància        | Inca                   | Campo Nuevo               |
| Granada CF           | Granada                | Los Cármenes              |
| Hèrcules CF          | Alacant                | La Viña                   |
| Real Jaén            | Jaén                   | La Victoria               |
| Llevant UE           | València               | Vallejo                   |
| RCD Mallorca         | Palma                  | Lluís Sitjar              |
| CD Mestalla          | València               | Mestalla                  |
| Reial Múrcia         | Múrcia                 | La Condomina              |
| Recreativo de Huelva | Huelva                 | Municipal                 |
| CD Tenerife          | Santa Cruz de Tenerife | Heliodoro Rodríguez López |
| Xerez CD             | Jerez de la Frontera   | Domecq                    |

### Classificació
| Pos | Equip              | PJ | PG | PE | PP | GF | GC | DG  | Pts | Promoció, classificació o descens |
| --- | ------------------ | -- | -- | -- | -- | -- | -- | --- | --- | --------------------------------- |
| 1   | Granada CF (P)     | 30 | 17 | 6  | 7  | 42 | 20 | +22 | 40  | Ascens a Primera Divisió          |
| 2   | Calvo Sotelo       | 30 | 17 | 5  | 8  | 46 | 24 | +22 | 39  | Promoció d'ascens                 |
| 3   | CE Alcoià          | 30 | 15 | 7  | 8  | 37 | 33 | +4  | 37  |                                   |
| 4   | RCD Mallorca       | 30 | 13 | 9  | 8  | 36 | 24 | +12 | 35  |                                   |
| 5   | Cadis CF           | 30 | 13 | 7  | 10 | 37 | 30 | +7  | 33  |                                   |
| 6   | Reial Múrcia       | 30 | 10 | 12 | 8  | 31 | 23 | +8  | 32  |                                   |
| 7   | Atlético Ceuta (R) | 30 | 12 | 7  | 11 | 34 | 38 | −4  | 31  | Promoció de descens               |
| 8   | Mestalla (O)       | 30 | 14 | 2  | 14 | 47 | 31 | +16 | 30  | Promoció de descens               |
| 9   | CD Tenerife (R)    | 30 | 11 | 8  | 11 | 39 | 33 | +6  | 30  | Descens a Tercera Divisió         |
| 10  | CE Castelló (R)    | 30 | 9  | 10 | 11 | 27 | 30 | −3  | 28  | Descens a Tercera Divisió         |
| 11  | Real Jaén (R)      | 30 | 8  | 11 | 11 | 32 | 41 | −9  | 27  | Descens a Tercera Divisió         |
| 12  | Xerez CD (R)       | 30 | 9  | 9  | 12 | 28 | 40 | −12 | 27  | Descens a Tercera Divisió         |
| 13  | Recreativo (R)     | 30 | 8  | 10 | 12 | 25 | 26 | −1  | 26  | Descens a Tercera Divisió         |
| 14  | Llevant UE (R)     | 30 | 7  | 11 | 12 | 26 | 37 | −11 | 25  | Descens a Tercera Divisió         |
| 15  | Hèrcules CF (R)    | 30 | 11 | 3  | 16 | 40 | 41 | −1  | 25  | Descens a Tercera Divisió         |
| 16  | Constància (R)     | 30 | 5  | 5  | 20 | 19 | 75 | −56 | 15  | Descens a Tercera Divisió         |

### Resultats
| Casa \ Fora    | ALC | CÁD | CAL | CAS | CEU | CON | GRA | HÉR | JAÉ | LEV | MLL | MES | MUR | REC | TEN | XER |
| -------------- | --- | --- | --- | --- | --- | --- | --- | --- | --- | --- | --- | --- | --- | --- | --- | --- |
| CE Alcoià      | —   | 1–1 | 1–0 | 1–0 | 1–0 | 2–2 | 3–2 | 1–0 | 4–1 | 2–1 | 0–0 | 1–0 | 2–1 | 3–2 | 2–1 | 4–1 |
| Cadis CF       | 2–0 | —   | 4–1 | 0–0 | 2–1 | 4–1 | 1–0 | 3–1 | 2–2 | 2–0 | 0–0 | 1–0 | 1–0 | 0–1 | 2–1 | 0–0 |
| Calvo Sotelo   | 1–1 | 2–1 | —   | 5–1 | 2–0 | 2–1 | 2–1 | 3–0 | 4–3 | 2–0 | 0–0 | 1–0 | 2–0 | 1–0 | 4–0 | 2–0 |
| CE Castelló    | 0–0 | 0–0 | 0–2 | —   | 3–1 | 3–0 | 1–0 | 2–1 | 1–1 | 1–0 | 1–2 | 3–2 | 1–0 | 1–1 | 3–1 | 1–0 |
| Atlético Ceuta | 3–1 | 2–1 | 2–0 | 1–0 | —   | 2–0 | 1–1 | 2–1 | 2–2 | 3–0 | 1–0 | 1–1 | 2–2 | 1–0 | 0–0 | 2–0 |
| Constància     | 0–1 | 0–3 | 0–3 | 1–1 | 1–2 | —   | 0–1 | 3–2 | 1–1 | 1–0 | 0–2 | 0–3 | 1–0 | 2–1 | 2–1 | 2–2 |
| Granada CF     | 1–0 | 1–0 | 1–0 | 1–0 | 3–1 | 6–0 | —   | 1–0 | 3–0 | 1–0 | 3–0 | 0–1 | 1–0 | 0–0 | 2–1 | 3–0 |
| Hèrcules CF    | 1–3 | 2–1 | 1–1 | 1–0 | 6–0 | 2–0 | 3–4 | —   | 4–0 | 1–1 | 3–0 | 3–1 | 0–1 | 1–0 | 1–0 | 2–1 |
| Real Jaén      | 2–0 | 3–2 | 1–0 | 2–1 | 0–2 | 3–0 | 0–0 | 2–0 | —   | 2–2 | 0–0 | 2–3 | 1–1 | 1–0 | 0–1 | 2–0 |
| Llevant UE     | 0–0 | 3–2 | 1–1 | 0–0 | 3–0 | 1–1 | 2–1 | 2–1 | 1–0 | —   | 1–1 | 2–1 | 2–2 | 0–0 | 1–0 | 1–1 |
| RCD Mallorca   | 3–0 | 0–1 | 1–1 | 2–0 | 0–0 | 6–0 | 1–0 | 0–1 | 3–1 | 2–0 | —   | 1–0 | 1–1 | 1–0 | 3–0 | 3–0 |
| Mestalla       | 3–0 | 4–0 | 1–0 | 1–1 | 1–0 | 8–0 | 0–1 | 2–0 | 2–0 | 2–0 | 3–1 | —   | 3–1 | 0–2 | 1–0 | 0–1 |
| Reial Múrcia   | 0–0 | 0–0 | 1–0 | 2–1 | 1–0 | 5–0 | 0–0 | 0–0 | 0–0 | 3–1 | 4–0 | 3–1 | —   | 1–0 | 0–2 | 0–0 |
| Recreativo     | 1–2 | 0–1 | 1–2 | 1–0 | 1–1 | 2–0 | 1–2 | 1–0 | 0–0 | 2–0 | 0–0 | 2–1 | 0–0 | —   | 1–1 | 1–0 |
| CD Tenerife    | 1–0 | 3–0 | 1–0 | 0–0 | 4–1 | 4–0 | 0–0 | 4–1 | 2–0 | 1–1 | 2–0 | 2–1 | 0–0 | 3–3 | —   | 0–1 |
| Xerez CD       | 3–1 | 1–0 | 0–2 | 1–1 | 1–0 | 2–0 | 2–2 | 2–1 | 0–0 | 1–0 | 1–3 | 2–1 | 1–2 | 1–1 | 3–3 | —   |

| Golejador            | Gols | Equip        |
| -------------------- | ---- | ------------ |
| José Antonio Barrios | 15   | CD Tenerife  |
| Ernest Domínguez     | 14   | RCD Mallorca |
| Joaquín Martínez     | 12   | Mestalla     |
| José Antonio Ureña   | 11   | Granada CF   |
| Antoni Conesa        | 11   | Real Jaén    |

| Porter             | Gols | Partits | Mitjana | Equip        |
| ------------------ | ---- | ------- | ------- | ------------ |
| Ñito               | 20   | 30      | 0.67    | Granada CF   |
| José Luis Borja    | 23   | 30      | 0.77    | Reial Múrcia |
| Eduardo García     | 24   | 30      | 0.8     | Calvo Sotelo |
| José Antonio Omist | 21   | 23      | 0.91    | Recreativo   |
| José Bermúdez      | 30   | 30      | 1       | Cadis CF     |

## Promoció d'ascens

### Anada
| 26 maig 1968 | Córdoba CF                          | 3-0     | Calvo Sotelo | Còrdova                           |  |
|              | Navarro 36' · Arana 65' · López 69' | Informe |              | El Arcángel · Gardeazabal Garay · |  |

| 9 juny 1968 | Reial Valladolid | 0-1     | Reial Societat | Valladolid                      |  |
|             |                  | Informe | Boronat 73'    | José Zorrilla · Bueno Perales · |  |

### Tornada
| 2 juny 1968 | Calvo Sotelo | 1-3 (Total: 1-6) | Córdoba CF                                 | Puertollano                        |  |
|             | Posada 67'   | Informe          | Juanín 47' (pen.) · Costa 50' · Ravelo 60' | Calvo Sotelo · Ortiz de Mendibil · |  |

| 16 juny 1968 | Reial Societat | 0-0 (Total: 1-0) | Reial Valladolid | Sant Sebastià              |  |
|              |                | Informe          |                  | Atotxa · Medina Iglesias · |  |

## Promoció de descens

### Anada
| 23 juny 1968 | SD Compostela | 0-0     | Mestalla | Santiago de Compostel·la               |  |
|              |               | Informe |          | Santa Isabel · Orrantia Capelastegui · |  |

| 23 juny 1968 | UE Maó                           | 2-1     | Burgos            | Maó                            |  |
|              | Masanet 22' · Acisclo 47' (pen.) | Informe | Sampol 73' (o.g.) | Estadi Maonès · Muñoz García · |  |

| 23 juny 1968 | UD Salamanca | 1-2     | Ferrol                   | Salamanca                |  |
|              | Bizcocho 57' | Informe | Costoya 23' · Germán 56' | Calvario · Medina Díaz · |  |

| 23 juny 1968 | Jerez Industrial | 0-0     | Atlético Ceuta | Jerez de la Frontera       |  |
|              |                  | Informe |                | Domecq · Bañón Gonzálbez · |  |

### Tornada
| 30 juny 1968 | Mestalla                                                  | 5-1 (Total: 5-1) | SD Compostela | València                   |  |
|              | Planes 12' · Huerta 39', 45' · Forment 48' · Martínez 54' | Informe          | Horacio 81'   | Mestalla · Ruiz Casasola · |  |

| 30 juny 1968 | Burgos                                                 | 4-1 (Total: 5-3) | UE Maó     | Burgos                          |  |
|              | Olalde 8' · Goyarán 26' · Iturricha 32' · Castañón 44' | Informe          | Ramoní 56' | El Plantío · García Rodríguez · |  |

| 30 juny 1968 | Ferrol                  | 2-1 (Total: 4-2) | UD Salamanca | Ferrol                                 |  |
|              | Gringo 5' · Costoya 89' | Informe          | Tapia 40'    | Manuel Rivera · Serrano Sancristóbal · |  |

| 30 juny 1968 | Atlético Ceuta | 1-1 (Total: 1-1) | Jerez Industrial | Ceuta                                |  |
|              | Burgos 32'     | Informe          | Totó 60'         | Alfonso Murube · Rodríguez Barroso · |  |

### Desempat
| 7 juliol 1968 | Jerez Industrial | 1-0     | Atlético Ceuta | Madrid                     |  |
|               | Vega 85'         | Informe |                | Vallecas · Ortiz Salgado · |  |

## Resultats finals
- Campió: RC Deportivo de La Coruña, Granada CF.
- Ascens a Primera divisió: RC Deportivo de La Coruña, Granada CF.
- Descens a Segona divisió: Reial Betis, Sevilla CF.
- Ascens a Segona divisió: SD Indautxu, Deportivo Alavés, CD Il·licità, Ontinyent CF, Jerez Industrial CF.
- Descens a Tercera divisió: CF Badalona, UP Langreo, Real Santander SD, UE Lleida, CD Badajoz, CE Europa, CA Osasuna, Gimnástica de Torrelavega, Atlético Ceuta, CD Tenerife, CE Castelló, Real Jaén, Xerez CD, Recreativo de Huelva, Llevant UE, Hèrcules CF, CE Constància. La segona categoria passa de dos a un únic grup, comportant una àmplia reducció de clubs a la categoria.